# Emerald Square
Az Emerald Square egy nagy, háromemeletes, fedett bevásárlóközpont a Massachusetts állambeli North Attleboroughban. Ez Új-Anglia egyik legnagyobb bevásárlóközpontja. Több mint 170 üzlet, étterem és szórakozóhely van benne. A Rhode Island és Massachusetts között húzódó 295-ös főút és az 1-es számú amerikai autópálya közelében fekszik. A három szint legnagyobb bérlői a J.C. Penney, a Sears és a Macy's. Az áruház menedzsere és résztulajdonosa a Simon Property Group.
Számos üzlet található benne, többek között a Hollister Co., az Abercrombie and Fitch, a H&M, a Bath and Body Works, a Forever 21, a Charlotte Russe, a CVS, több sportszeráruház és a Verizon Wireless.

## Története
Először 1989-ben nyílt meg az Új-angliai Fejlesztése és a The Pyramid Companies kapcsolt vállalkozásaként. Az Emerald Square eredeti nagy bérlője többek között a J.C. Penney, a Sears és a G. Fox volt. A Lechmere 1992-ben csatlakozott hozzájuk. A G. Fox üzlete 1993 óta a Filene's nevet viseli, a Lechmere üzlete pedig a hálózat felszámolása miatt bezárt. A megüresedett területet a Lord & Taylor vette meg, majd az 1999-es nyitás előtt megduplázta a hasznos területe méretét.
Ezalatt a Pyramid 1998-ban eladta a részesedését a társaság másik tagjának, aki ezután a bevásárlóközpontban meglévő részesedésének nagyobb részét eladta a Simon Property Group vezette kapcsolt vállalkozásnak. A Lord & Taylor 2004-ben bezárta az üzletét. A felszabadult területet a Filene's vette meg, mely 2005-ben Men's & Home néven új, férfi divatcikkekre specializálódott üzletet nyitott. 2006-ban a Filene's üzletekkel együtt ezeket átnevezték, új nevük pedig Macy's lett.

## Legnagyobb üzletek

### Jelenleg
- J.C. Penney (188 950 ft²)
- Macy's
  - Macy's Women's (184 932 ft²)
  - Macy's Men's & Home (120 838 ft²)
- Sears (156 352 sq ft.)

### Régebben
- G. Fox (1993-tól Filene's)
- Filene's (2006-tól Macy's)
- Lechmere (1989–1997)
- Lord & Taylor (1998–2004)

## Éttermek
Az Emerald Square Diner Express nevű étterem udvara a harmadik szinten van. Olyan boltok vannak itt, mint a Burger King, a Pizzeria Regina, az Umi of Japan, és az Auntie Anne's. 
Az első szinten van egy teljesen berendezett Bertucci's. A főbejárattól jobbra fekvő étterembe az üzletláncból és kívülről is be lehet menni.

## Külső hivatkozások
- Emerald Square